# Troglobacanius bolivari
Troglobacanius bolivari är en skalbaggsart som beskrevs av Vomero 1974. Troglobacanius bolivari ingår i släktet Troglobacanius och familjen stumpbaggar. Inga underarter finns listade i Catalogue of Life.